# Angraecum curvicalcar
Angraecum curvicalcar är en orkidéart som beskrevs av Rudolf Schlechter. Angraecum curvicalcar ingår i släktet Angraecum och familjen orkidéer. Inga underarter finns listade i Catalogue of Life.